# Erik Johansson (långdistanslöpare)
Erik Johansson, född 6 mars 1989, är en svensk långdistanslöpare tävlande för klubben Hässelby SK
2011 sprang han 5 000 meter vid U23-EM i Ostrava, Tjeckien och kom in på en fin fjärdeplats med tiden 14:24,44.

## Personliga rekord
| Utomhus - 1 500 meter – 3:43,66 (Sollentuna 28 juni 2011) - 3 000 meter – 8:07,68 (Oslo, Norge 19 maj 2010) - 5 000 meter – 14:07,64 (Merksem, Belgien 27 augusti 2011) - 10 km landsväg – 30:23 (Hole, Norge 23 oktober 2011) - 10 km landsväg – 30:23 (Hole, Norge 22 oktober 2011) | Inomhus - 1 500 meter – 3:51,24 (Göteborg 27 februari 2011) - 3 000 meter – 8:12,38 (Mustasaari, Finland 15 februari 2011) - 3 000 meter – 8:20,15 (Sätra 27 februari 2010) |

### Fotnoter
1. ↑  ”Stora SM 2011, dag 4” (htm). trackandfield.se. http://www.trackandfield.se/resultat/2011/110814.htm. Läst 17 april 2013.
2. ↑  ”Stafett-SM 2011” (pdf). Arkiverad från originalet den 6 april 2015. https://web.archive.org/web/20150406214723/http://www.proteamonline.se/storage/customers/2202/editor/resultat_2011/Stafett_SM_2011_Res.pdf. Läst 22 maj 2013.
3. ↑  ”Terräng-SM 2012”. smfriidrott.com. Arkiverad från originalet den 11 juni 2013. https://web.archive.org/web/20130611223723/http://www.smfriidrott.com/tavling/terr%C3%A4ng-sm-2012/resultat. Läst 16 april 2013.
4. ↑  ”Stora inne-SM 2010 dag 2, resultat”. friidrott.stockholm.se. http://www.friidrott.stockholm.se/ISM2010/Page.asp?PageIdentifier=RESSONDAG. Läst 19 juli 2012.
5. 1 2 3 4 5 6 7  ”Personsida på AllAthletics” (på engelska). all-athletics.com. Arkiverad från originalet den 19 oktober 2017. https://web.archive.org/web/20171019221029/http://www.all-athletics.com/node/385795. Läst 19 oktober 2017.
6. ↑  ”European Athletics U23 Championships - Ostrava 2011” (på engelska). european-athletics.org. http://www.european-athletics.org/competitions/european-athletics-u23-championships/history/year=2011/results/index.html. Läst 19 oktober 2017.
7. 1 2 3 4 5 6  ”Personsida på European Athletics' webbplats” (på engelska). european-athletics.org. http://www.european-athletics.org/athletes/group=j/athlete=153007-johansson-erik/index.html. Läst 19 oktober 2017.
8. 1 2 3 4  ”Personsida på ARRS” (på engelska). arrs.net. Arkiverad från originalet den 20 oktober 2017. https://web.archive.org/web/20171020033859/http://more.arrs.net/runner/32151. Läst 19 oktober 2017.

.